# Jaroslav Sakala
Jaroslav Sakala, češki smučarski skakalec, * 14. julij 1969, Krnov, Češkoslovaška. 
V svetovnem pokalu je prvič nastopil v sezoni 1988/89 v domačem Harrachovu. Svoj prvi večji uspeh je doživel na olimpijskih igrah v Albertvillu leta 1992, ko je na ekipni preizkušnji na veliki skakalnici osvojil bronasto medaljo. V skupnem seštevku svetovnega pokala je bil v sezoni 1992/93 na drugem, sezono kasneje (1993/94) pa na četrtem mestu.
Na svetovnem prvenstvu leta 1993 je osvojil 3 medalje: zlato (posamično, mala skakalnica) in dve srebrni (posamično in ekipno, velika skakalnica).
Svojo prvo od štirih zmag za svetovni pokal je dosegel v sezoni 1993/94 na običajni skakalnici v Libercu, ostale pa so dosežene na letalnicah. Na svetovnem prvenstvu v   poletih v Planici je postal svetovni prvak pred Espenom Bredesenom.
Do upokojitve leta 2002 je boljše rezultate dosegal le na preizkušnjah na letalnicah.
Od leta 2011 deluje kot trener v ljubljanskem klubu SSK Ilirija.

## Dosežki
Jaroslav Sakala je v svetovnem pokalu dosegel 4 zmage:

### Zmage
| Sezona  | Država/Prizorišče |
| ------- | ----------------- |
| 1992/93 | Kulm              |
| 1992/93 | Kulm              |
| 1993/94 | Liberec           |
| 1993/94 | Planica           |